# Feldaist
La Feldaist est une rivière autrichienne de 55 km de long. Elle rejoint la Waldaist pour former l'Aist qui rejoint ensuite le Danube.